# Jack Beaumont
Jack Robert A. Beaumont, född 21 november 1993, är en brittisk roddare. Hans far, Peter Beaumont, tävlade i rodd vid olympiska sommarspelen 1988 i Seoul.
Beaumont tävlade för Storbritannien vid olympiska sommarspelen 2016 i Rio de Janeiro, där han slutade på 5:e plats i scullerfyra. Övriga i roddarlaget var Sam Townsend, Angus Groom och Peter Lambert. Vid olympiska sommarspelen 2020 i Tokyo tog Beaumont silver tillsammans med Harry Leask, Angus Groom och Tom Barras i scullerfyra.